# Nu femení (Luna)
Nu femení és una pintura sobre tela feta per Juan Luna Novicio el 1885 i que es troba conservada actualment a la Biblioteca Museu Víctor Balaguer, amb el número de registre 901 d'ençà que va ingressar el 1886, provinent la col·lecció privada de l'autor de l'obra.

## Descripció
Retrat de cos sencer d'una noia nua, de perfil esquerre, parcialment agenollada sobre un gran sofà del qual no veim els límits. Té una mena de tambor a la mà dreta, mentre que amb la mà esquerra subjecta una gran pandereta per damunt del seu cap. A terra hi ha una catifa de sanefes. Mira el públic somrient i de costat. Té el cabell llarg.

## Inscripció
Al quadre es pot llegir la inscripció "LUNA"; "85"; Marca de Tela: Paul Foinet.